# Walerij Rożdiestwienski
Walerij Iljicz Rożdiestwienski, ros. Валерий Ильич Рождественский (ur. 13 lutego 1939 w Leningradzie, zm. 31 sierpnia 2011 w Gwiezdnym Miasteczku) – kosmonauta radziecki, pułkownik-inżynier, Lotnik Kosmonauta ZSRR.

## Wykształcenie i służba wojskowa
- 1956 – ukończył szkołę średnią w Leningradzie.
- 1961 – został absolwentem Wyższej Szkoły Inżynierskiej Marynarki Wojennej, uzyskując tytuł wojskowego inżyniera budowy okrętów.
- 1961 – w październiku rozpoczął służbę w morskiej bazie wojskowej w Bałtijsku.
- 1962 – przeszedł 6-miesięczny specjalistyczny kurs oficerski dla nurków w szkole ratownictwa morskiego Floty Czarnomorskiej.
- 1962–1965 – dowodził grupą nurków na jednym z okrętów ratunkowych wojskowej bazy morskiej w Lipawie należącej do radzieckiej Floty Bałtyckiej.
- 1992 – 31 października opuścił armię i w stopniu pułkownika-inżyniera przeszedł do rezerwy.

## Kariera kosmonauty i służba w Centrum Wyszkolenia Kosmonautów

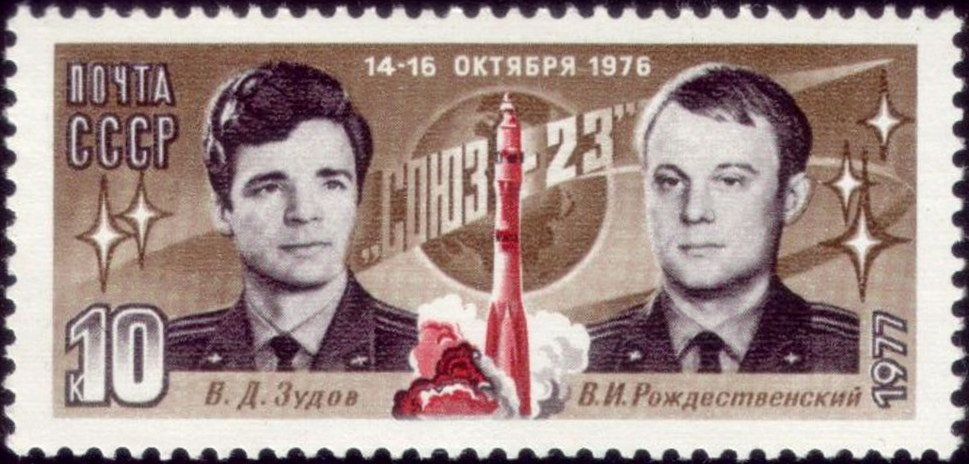
Wiaczesław Zudow i Walerij Rożdiestwienski na radzieckim znaczku upamiętniającym misję Sojuza 23

- 1965 – 28 października został przyjęty do trzeciej grupy kosmonautów radzieckich sił powietrznych. Razem z nim przyjęto łącznie 22 kandydatów.
- 1965–1967 – przeszedł podstawowe przeszkolenie, podczas którego m.in. latał na samolocie L-39 Albatros oraz wykonał ponad 70 skoków ze spadochronem.
- 1968–1972 – w grupie kosmonautów szkolił się w ramach programu wojskowej stacji kosmicznej Ałmaz.
- 1972–1973 – razem z Wiaczesławem Zudowem w czwartej (rezerwowej) załodze przygotowywał się do lotu na stację kosmiczną Ałmaz (ОПС-101 „Алмаз”). Kilkanaście dni po starcie w kwietniu 1973 stacja uległa rozhermetyzowaniu i wszystkie loty załogowe w jej kierunku zostały odwołane. Oficjalnie stacja nosiła nazwę Salut 2.
- 1973–1974 – podobnie jak poprzednio, razem z Wiaczesławem Zudowem, rozpoczął przygotowania do lotu na pokładzie drugiej stacji kosmicznej typu Ałmaz (ОПС-101-2 «Алмаз»). Po wyniesieniu na orbitę stacja otrzymała oficjalną nazwę Salut 3. Obaj stanowili trzecią (rezerwową) załogę misji Sojuz 15.
- 1975 – przechodził szkolenie do lotu statku Sojuz 21 i stacji kosmicznej Salut 5. Był inżynierem pokładowym załogi rezerwowej dowodzonej przez Wiaczesława Zudowa.
- 1976 – od lipca wspólnie z Wiaczesławem Zudowem, w załodze podstawowej, trenował do lotu na pokładzie stacji kosmicznej Salut 5 (stacja o przeznaczeniu wojskowym typu Ałmaz - ОПС-103 „Алмаз”). W dniach 14–16 października uczestniczył w locie statku kosmicznego Sojuz 23.
- 1977-1983 – wraz z innymi kosmonautami kontynuował szkolenie w ramach programu wojskowej stacji kosmiczej typu Ałmaz. Jako zastępca kierownika zmiany brał również udział w kierowaniu lotem stacji kosmicznych Salut 6 i Salut 7.
- 1983–1985 – był jednym z kosmonautów, którzy przygotowywali się do lotu na nowym załogowym statku TKS-4 (ostatecznie pojazd ten poleciał jako bezzałogowy Kosmos 1686).
- 1986 – 24 czerwca opuścił oddział kosmonautów w związku z powierzeniem mu funkcji naczelnika Wydziału w 1 Zarządzie Centrum Wyszkolenia Kosmonautów im. J. Gagarina.
- 1988 – w lipcu został zastępcą naczelnika zarządu ds. przygotowań kosmonautów. Miał duży wkład w tworzeniu urządzeń treningowych i innych środków technicznych służących do przygotowań załóg statków kosmicznych. M.in. opracował nową koncepcję symulatora dla planowanej wówczas stacji Mir-2.
- 1989 – w marcu został naczelnikiem 2 Zarządu Centrum Wyszkolenia Kosmonautów.
- 1992 – 31 października został przeniesiony do rezerwy i zakończył pracę w ośrodku kosmicznym.

## Po opuszczeniu oddziału kosmonautów
- 1993 – po opuszczeniu armii został współpracownikiem firmy „Metropolis Industries”.

## Loty załogowe
- Sojuz 23

Swój jedyny lot w kosmos rozpoczął 14 października 1976. Misją Sojuza 23 dowodził Wiaczesław Zudow, z którym Rożdiestwienski trenował od czterech lat. Plan lotu przewidywał, że pojazd z kosmonautami połączy się z krążącą na orbicie stacją kosmiczną Salut 5. Podczas operacji cumowania odmówił posłuszeństwa system zbliżania „Igła” i lot został przerwany. Powrót kosmonautów na Ziemię 16 października 1976 był bardzo dramatyczny. Kapsuła z załogą opadła na zamarznięte jezioro Tengyz. W rejonie lądowania panowała bardzo niska temperatura oraz burza śnieżna. Ekipy ratunkowe przez około 12 godzin nie były w stanie dotrzeć do lądownika, w którym uwięzieni byli Zudow i Rożdiestwienski. Dopiero nad ranem przy pomocy śmigłowca wyciągnięto kapsułę Sojuza 23 na brzeg.

## Odznaczenia i nagrody
- Medal Złota Gwiazda Bohatera Związku Radzieckiego (1976)
- Order Lenina (1976)
- Order „Za służbę Ojczyźnie w Siłach Zbrojnych ZSRR” III stopnia (1982)
- Medal „Za zasługi w podboju kosmosu” (2011, Rosja)[2]
- Order Błękitnego Nilu I klasy (1981, Etiopia)
- Universal Astronaut Insignia za lot orbitalny (nr 81, pośmiertnie) – Stowarzyszenie Uczestników Lotów Kosmicznych (Association of Space Explorers(inne języki))[3]

## Wykaz lotów
| Loty kosmiczne, w których uczestniczył Walerij I. Rożdiestwienski | Loty kosmiczne, w których uczestniczył Walerij I. Rożdiestwienski | Loty kosmiczne, w których uczestniczył Walerij I. Rożdiestwienski | Loty kosmiczne, w których uczestniczył Walerij I. Rożdiestwienski | Loty kosmiczne, w których uczestniczył Walerij I. Rożdiestwienski | Loty kosmiczne, w których uczestniczył Walerij I. Rożdiestwienski | Loty kosmiczne, w których uczestniczył Walerij I. Rożdiestwienski |
| №                                                                 | Data startu                                                       | Statek kosmiczny                                                  | Data lądowania                                                    | Statek kosmiczny                                                  | Funkcja                                                           | Czas trwania                                                      |
| ----------------------------------------------------------------- | ----------------------------------------------------------------- | ----------------------------------------------------------------- | ----------------------------------------------------------------- | ----------------------------------------------------------------- | ----------------------------------------------------------------- | ----------------------------------------------------------------- |
| 1                                                                 | 14 października 1976                                              | Sojuz 23                                                          | 16 października 1976                                              | Sojuz 23                                                          | Inżynier pokładowy                                                | 2 dni 6 minut i 35 sekund                                         |
| Łączny czas spędzony w kosmosie — 2 dni 6 minut i 35 sekund.      |                                                                   |                                                                   |                                                                   |                                                                   |                                                                   |                                                                   |